# María Colín
María Colín (* 7. März 1966) ist eine ehemalige mexikanische Geherin.
1986 siegte sie bei den Zentralamerika- und Karibikspielen über 10.000 Meter. Im Jahr darauf wurde sie bei den Hallenweltmeisterschaften 1987 in Indianapolis Elfte über 3000 Meter, gewann sie bei den Panamerikanischen Spielen in Indianapolis über 10.000 Meter und kam bei den Weltmeisterschaften in Rom über 10 km auf den 17. Platz. 1988 wurde sie Iberoamerikanische Meisterin über 10.000 Meter.
1991 wurde sie Zentralamerika- und Karibikmeisterin über 10.000 Meter und belegte bei den Weltmeisterschaften in Tokio Rang 33 über 10 km. Zwei Jahre später siegte sie bei den Zentralamerika- und Karibikspielen 1993 über 10.000 Meter und kam bei den Weltmeisterschaften in Stuttgart über 10 km auf den 28. Platz.